# Trouble du traitement auditif
 Mise en garde médicale
Le trouble de traitement auditif (TTA), également appelé trouble de l'audition centrale (TAC) ou trouble de traitement auditif central (TTAC), est un trouble neurodéveloppemental, ou acquis dans certains cas, qui affecte la manière dont le cerveau traite l'information auditive.
Les patients atteints de ce trouble ne présentent le plus souvent aucun défaut de structure ou de fonctionnement de l'oreille interne, moyenne ou externe ; mais ils éprouvent des difficultés à traiter l'information qu'ils entendent, ce qui gêne voire empêche la discrimination, la latéralisation, la localisation et l'identification de sons, en particulier dans un environnement bruyant. Il est supposé que ces troubles sont causés par des dysfonctionnements du système nerveux central.
Les troubles du traitement auditif peuvent être hérités ou acquis. Ils peuvent notamment être provoqués par des troubles neurologiques (traumatisme crânien, épilepsie, lésion corticale des aires auditives, etc.) ou un retard du développement cérébral dans les aires auditives. Cependant, la cause reste inconnue pour la majorité des patients diagnostiqués.
Ce trouble peut également se présenter en comorbidité avec d’autres troubles neurodéveloppementaux tels que le trouble du déficit de l’attention avec ou sans hyperactivité (TDAH), les troubles du spectre de l’autisme (TSA) ou la Dyslexie-dysorthographie. Il peut affecter les enfants comme les adultes.

## Historique
Le trouble du traitement auditif a été décrit pour la première fois en 1948 par l’otologiste Samuel J. Kopetzky. L'étiologie et les causes de ce trouble ont quant à elles été décrites par P. F. King en 1954. L’étude de 1954 de Helmer Rudolph Myklebust a permis de suggérer que les difficultés engendrées par le trouble du traitement auditif diffèrent de celles qu'occasionnent les difficultés langagières. Son travail a suscité l’intérêt d’autres chercheurs sur les déficits auditifs acquis à la suite d’une lésion des lobes temporaux et a mené à des recherches supplémentaires sur les bases physiologiques du traitement auditif,,. Toutefois, les recherches s’intéressant au trouble du traitement auditif ont officiellement débuté à la fin des années 1970 et au début des années 1980. Une première conférence sur le sujet a été organisée par Robert W. Keith, Ph.D à l’Université de Cincinnati, ce qui a permis d’aviver les recherches centrées sur le trouble du traitement auditif chez l’enfant,,,. L’un des produits de ces recherches sont les tests permettant de diagnostiquer le TTA ainsi que certaines alternatives de traitement comme l'entraînement auditif. Les travaux entrepris à la fin des années 1990 et au début des années 2000 ont servi à affiner les techniques d’évaluation des capacités auditives centrales, au développement de traitement et à mettre en lumière les facteurs de risque du TTA. Les chercheurs ont travaillé à améliorer les tests d’évaluation de l’audition et à utiliser différentes techniques pour définir la fonction auditive tel que la neuroimagerie, l’électroacoustique et l’électrophysiologie,. L’utilisation des technologies plus récentes ont permis de développer des programmes informatiques pour l'entraînement auditif,. L’intérêt pour le traitement auditif est de plus en plus grand autant dans l'œil du public que dans celui des chercheurs qui poursuivent leurs travaux sur le sujet,,,.

## Épidémiologie
L'incidence du trouble de traitement auditif (TTA) est un problème majeur de santé publique dans le monde entier. Les estimations suggèrent qu'entre 0,5% et 5% des enfants d'âge scolaire  et jusqu'à 7% de la population auraient un trouble de traitement auditif, les estimations ayant été revues à la baisse récemment,.
Selon les données de l'Organisation mondiale de la santé (OMS), plus de 5% de la population mondiale souffre d'une perte auditive sévère ou profonde, ce qui peut être considéré comme un indicateur du taux de TTA.
L'âge est un facteur déterminant pour l'incidence du TTA. En effet, le dysfonctionnement du système auditif central est de plus en plus étudié malgré la complexité à isoler les difficultés causées par le trouble de traitement auditif d'une présbyacousies. En effet, près de 25% de la population âgée de plus de 60 ans souffre d'une perte auditive, cette proportion atteignant 50% et plus pour les personnes âgées de 75 ans et plus. Il est donc possible que la seule façon de diagnostiquer le TTA chez les personnes âgées consiste à utiliser des méthodes  avancées capables de contourner l'entrée cochléaire (c'est-à-dire des méthodes de neuroimagerie).

## Causes

### Développemental
Le trouble du traitement auditif développemental se caractérise par des difficultés d’écoute présente dès l’enfance et une acuité auditive normale. La cause est souvent inconnue et aucun facteur de risque n’est identifié excepté une histoire familiale de troubles développementaux de communication ou de problèmes reliés. Les difficultés associées au TTA peuvent persister durant l’âge adulte.
Une des causes possible est le syndrome de Landau-Kleffner, aussi appelé l’aphasie épileptique acquise. Ce syndrome est caractérisé par une régression du développement, une compréhension du langage sévèrement affectée et une audition périphérique normale. D’autres causes probables du TTA chez les enfants sont un délai de maturation de la myéline, des cellules ectopiques (mal placées) dans les aires auditives ou encore une prédisposition génétique,. Par exemple, l’épilepsie autosomique dominante, qui est caractérisée par des convulsions affectant le lobe temporal gauche, semble être associée à des difficultés de traitement auditif. Une analyse génétique d’une famille élargie dont plusieurs membres présentaient un trouble du traitement auditif a montré la présence d’un haplotype dans le chromosome 12 aussi associé aux troubles du langage.
Le développement de l’audition débute in utero alors que le système auditif central poursuit son développement durant au moins les dix premières années de vie de l’enfant. Un intérêt considérable existe pour la théorie selon laquelle des perturbations durant une période sensible du développement de l’audition pourraient causer des conséquences à long terme. Une étude a montré que la connectivité entre le thalamus et le cortex in vitro était associée à une période sensible et nécessitait la présence d’une molécule adhésive pour permettre la plasticité cérébrale. Cette connectivité thalamocorticale, qui se produit peu de temps après avoir développé la capacité d’entendre, est associée à au moins une période critique pour le traitement auditif. Une recherche animale menée auprès de rats élevés dans un environnement auditif à une seule fréquence de son durant des périodes critiques de développement présentaient une déficience du traitement auditif permanente. Dans une étude sur l’attention des patients présentant un TTA, les enfants avec une oreille bouchée développaient un avantage de l’oreille droite durant les tâches. Cependant, ils n’étaient pas en mesure de moduler cet avantage durant les tâches d’attention dirigée.

### Acquis
Le trouble du traitement auditif acquis peut être attribuable au vieillissement, à une condition médicale ou à un événement environnemental comme un traumatisme crânien. Tous les dommages ou les dysfonctionnements qui peuvent affecter le système nerveux central et entraîner des difficultés de traitement auditif sont une cause possible du TTA,. Pour un aperçu des aspects neurologiques du TTA, veuillez vous référer à l’article de 2002 de T.D. Griffiths « Central Auditory Pathologies ».

### Génétique
L’hérédité du trouble de traitement auditif réfère au fait que la condition est transmise d’un parent à l’enfant ou si celle-ci se présente chez plusieurs membres d’une même famille. Certaines études ont montré qu’il existait une prévalence plus élevée d’historique familiale de déficience auditive chez les patients présentant un trouble du traitement auditif. Les résultats obtenus dans ces recherches suggèrent que le TTA serait associé à des conditions à transmission autosomique dominante,,. L’habileté d’écoute et de compréhension de plusieurs messages présentés simultanément serait un trait grandement influencé par les gènes selon certains chercheurs. Les dysfonctionnements du système nerveux peuvent être présents chez plusieurs membres d’une même famille ou le résultat d’une naissance difficile comme plusieurs difficultés d’apprentissage. Le trouble du traitement auditif peut être associé à d’autres conditions ayant une composante de transmission génétique comme plusieurs troubles développementaux. Des traits neurologiques héréditaires associés au TTA pourraient donc être transmis du parent à l’enfant et causer les signes et symptômes de ce trouble.

### Secondaire
Le trouble du traitement auditif est dit secondaire lorsqu’il survient avec la présence ou est le résultat d’une surdité temporaire ou permanente. En effet, la présence d’une surdité dès la naissance ou encore d’une condition conductive comme l’otite moyenne peut réduire l’entrée sonore et mener à des difficultés de traitement auditif.
Dans les années 1980 et 1990, des études ont été menées pour déterminer le lien entre l’otite moyenne chronique et le trouble du traitement auditif ainsi que les troubles de langage associés. L’otite moyenne avec effusion (présence de liquide derrière le tympan) est une infection très commune durant l’enfance et cause une perte auditive conductive qui varie dans le temps. Il y avait des inquiétudes que la présence de cette surdité temporaire pouvait perturber le développement auditif si elle est présente durant une période sensible. En ce sens, un échantillon d’enfants a été recruté dans un département hospitalier d'otorhinolaryngologie. Ceux-ci présentaient des infections chroniques aux oreilles. Une prévalence plus élevée de difficultés de traitement auditif a été mesurée plus tard dans leur enfance. Toutefois, cette étude comporte un biais d’échantillonnage puisque les enfants avec otites moyennes sont plus susceptibles d’être référés en otorhinolaryngologie s’ils présentent des difficultés développementales. En comparaison, les études épidémiologiques, qui incluent une population entière présentant une problématique d’oreille moyenne, ont trouvé que la prévalence des impacts à long terme de l’otite moyenne sur le développement langagier et le traitement auditif était plus faible.

### Somatique
Il semblerait que l’anxiété somatique, qui est caractérisée par des symptômes physiques d’anxiété comme des papillons dans le ventre et la bouche pâteuse, ainsi que les situations de stress pourraient être des déterminants de trouble de compréhension de la parole. Il manque cependant d’évidence en ce sens,.

## Diagnostic
Idéalement, un trouble du traitement auditif doit être diagnostiqué par une équipe constituée entre autres d'un audiologiste et d'un orthophoniste. Il est recommandé dans le cas d'un enfant d'attendre l'âge minimum de 7 ans, les zones du cerveau qui gèrent l'audition et le langage se développant jusqu'à cet âge.
Des questionnaires peuvent être utilisés pour faire l'identification de personnes qui présentent possiblement un trouble de traitement auditif. Les questionnaires peuvent aider avec la décision de poursuivre une évaluation clinique en audiologie pour le trouble de traitement auditif.
La difficulté la plus commune rapportée par les personnes ayant un trouble de traitement auditif est la reconnaissance de la parole en présence de bruit de fond,.
Selon les participants de l’étude de Wit et Luinge (2017), les symptômes les plus courants chez les enfants avec un trouble de traitement auditif sont :
- Difficultés d’écoute dans le bruit
- Troubles de l’attention auditive
- Une meilleure compréhension dans les situations d’écoute en un à un (contrairement à des situations d’écoute en groupe)
- Difficultés dans la localisation auditive
- Difficultés dans la mémorisation des informations auditives

Une liste des principaux symptômes du trouble de traitement auditif et des comorbidités associés a été créée selon les directives de la Nouvelle-Zélande sur le trouble de traitement auditif. Cette liste peut être utilisée pour identifier les personnes qui devraient être référées pour une évaluation audiologique pour le trouble du traitement auditif. Voici quelques symptômes principaux figurant sur la liste :
- Difficulté à suivre les instructions transmises oralement à moins qu’elles ne soient brèves et simples
- Difficulté à écouter et à mémoriser les informations auditives
- Un temps de traitement plus long afin de traiter les informations auditives
- Difficulté à comprendre en présence de bruit de fond
- Une surcharge du système auditif causé par des environnements bruyants par ex : salles de classe, centres commerciaux, etc.
- Une mauvaise capacité d’écoute
- Une insensibilité au ton de la voix ou à d’autres nuances de la parole (durée et hauteur de la voix (pitch?))
- Difficultés avec le langage comme la lecture et l’orthographe

Quelques comorbidités communes se figurant sur la liste :
- Soupçon ou un diagnostic de dyslexie
- Soupçon ou un diagnostic de trouble ou de retard de langage
- Antécédents de maladie de l’oreille moyenne fréquente ou persistance (otite moyenne aussi connue sous le nom d’otite séreuse)

Finalement, les lignes directrices de la Nouvelle-Zélande rapportent que les listes comportementales devraient uniquement être utilisées afin de guider la population pour se faire référer pour une évaluation complète des habiletés auditives centrales. Ces listes peuvent aussi être utilisées pour décrire l’impact fonctionnel que le trouble de traitement auditif peut avoir sur les activités quotidiennes d’un individu. Cependant, les listes ne sont pas conçues pour émettre un diagnostic de trouble de traitement auditif. Les directives néo-zélandaises indiquent qu’un certain nombre de questionnaires ont été élaborés pour identifier les enfants qui pourraient bénéficier d’une évaluation de leurs problèmes d’écoute. Parmi la liste de questionnaires disponible on retrouve entre autres: « Fisher’s Auditory Problems Checklist », «The children’s Auditory performance scale», «the screening instrument for targeting Educational Risk» ainsi que «the auditory processing domains questionnaire». Tous les questionnaires ont été conçus pour les enfants, et ne seront pas utiles pour les adolescents et les adultes.
Le TTA a été défini anatomiquement en termes d’intégrité des zones auditives du système nerveux. Cependant, les enfants présentant des symptômes de TTA n’ont généralement aucun signe de maladie neurologique et le diagnostic est basé sur la performance aux tests évaluant les capacités auditives centrales. Le traitement auditif peut être défini comme étant « ce qu’on fait avec ce qu’on entend », et dans le trouble de traitement auditif il existe un décalage entre la capacité auditive périphérique (qui est généralement dans les limites de la normale) et la capacité d’interpréter ou de discriminer les sons. Ainsi, chez ceux qui ne présentent aucun signe de déficience neurologique, le TTA est diagnostiqué sur la base de test des capacités auditifs centraux. Cependant, il n’y a pas de consensus quant aux test à utiliser pour émettre un diagnostic, comme en témoigne la succession des rapports ayant apparu ces dernières années.
Les experts qui tentent de définir des critères de diagnostic doivent faire face au fait qu’un enfant peut avoir de mauvais résultats à un test auditif sans nécessairement présenter un trouble du traitement auditif. Par exemple, un échec aux évaluations des capacités auditives centrales pourrait être dû à un manque d’attention, à la difficulté à exécuter la tâche demandée ou à des capacités langagières limitées. Afin d’exclure ces facteurs, la conférence de l’Académie d’Audiologie Américaine (AAA) a explicitement préconisé que pour recevoir un diagnostic de TTA, l’enfant doit avoir un problème spécifique lié à la modalité auditive (uni modale). En d’autres mots, le traitement auditif doit être affecté sans que le traitement visuel soit affecté. Cependant, un comité de la langue de signe américaine (American Speech Language Association) a rejeté la spécificité de la modalité comme étant une caractéristique déterminante du trouble du traitement auditif.

### Définitions
En 2005, l’american speech-language hearing association (ASHA) a publié « Central auditory processing disorders» dans lequel elle définit le TTA comme étant « une difficulté dans l’efficience et l’efficacité avec lesquelles le système nerveux central (SNC) utilise les informations auditives».
En 2018, la British Society of Audiology a publié une « déclaration de position et un guide de pratique » sur les troubles du traitement auditif mettant à jour sa définition du TTA. Selon la société, le TTA fait référence à l’incapacité de traiter la parole et les sons de la parole.
Le TTA peut être développemental ou acquis. Il peut résulter d’infections otologiques, de traumatismes crâniens ou de retards de développement neurologique qui affectent le traitement des informations auditives. Le traitement des informations auditives pourrait inclure : « la localisation et la latéralisation du son; la discrimination auditive ; la reconnaissance des formes auditives ; les aspects temporels de l’audition, y compris l’intégration temporelle, la discrimination temporelle (par exemple, la détection des écarts temporels (gap detection), l’ordre temporel et le masquage temporel ; les performances auditives dans les signaux acoustiques compétitifs (y compris l’écoute dichotique); et les performances auditives avec des signaux acoustiques dégradés».
Le Committee of UK Medical Professionals Steering the UK Auditory Processing Disorder Research Program a élaboré la définition suivante pour définir le trouble du traitement auditif : « le trouble du traitement auditif résulte d’une altération de la fonction neuronale et se caractérise par une mauvaise reconnaissance, discrimination, séparation, regroupement, localisation ou organisation de l’ordre des sons de la parole. Elle ne résulte pas uniquement d’un déficit de l’attention générale, du langage ou d’autres processus cognitifs ».

### Examen cliniques
- 1.     Random Gap Detection Test (RGDT) Gaps in Noise Test (GIN) sont des tests standardisés qui mesurent tous les deux la résolution temporelle.
  - a.     Le RGDT évalue le seuil de détection d’écart des tonalités d’un bruit blanc. L’examen comprend des stimuli à quatre fréquences différentes (500, 1000, 2000 et 4000 Hz). Le bruit blanc joue pendant 50 ms et le participant doit identifier s’il y a une «coupure» pendant le bruit blanc. La coupure varie en durée allant de 0 à 20 ms. Chez les enfants, un seuil global de détection d’écart supérieur à 20 ms signifie qu’ils ont échoué le test.
  - b.     Le GIN mesure également la résolution temporelle en testant le seuil de détection d’écart du patient dans un bruit blanc.
  - c.     Si un des deux tests est échoué, cela peut signifier que la résolution ou la séparation des évènements dans le temps[63] chez la personne est affectée. Dans la vie quotidienne une capacité de résolution temporelle touchée pourrait indiquer des difficultés à percevoir les silence et/ou les frontières entre les phonèmes, les sons, les mots et les phrases[63].

- 2.     Le Staggered Spondaic Word Test (SSW) et l’Écoute Dichotique de Chiffre (EDC) sont des tests évaluant l’intégration binaurale.
  - a.     Le SSW consiste à présenter un mot composé dans une oreille et un deuxième mot composé dans l’autre oreille. Cependant, le deuxième mot du premier mot composé et le premier mot du deuxième mot composé sont présentés au même temps. Par exemple : le premier composé est « bruit fort » et le deuxième mot composé est « sage-femme » , l’individu entendra le mot « bruit » dans son oreille droite ensuite les mots « fort » et « sage » simultanément et le mot « femme » dans son oreille gauche. L’individu doit répéter tous les mots qu’il entend dans le bon ordre.
  - b.     L’EDC est un test similaire au SSW mais à la place d’être des mots ce sont des chiffres que la personne entend. Par exemple les chiffres 1 8 vont être présentés à une oreille et les chiffres 4 7 vont être présentés à l’autre oreille. Cependant, les chiffres 8 et 4 vont être présentés au même temps. Donc l’individu entendra le chiffre 1 ensuite 8 et 4 simultanément et finalement le chiffre 7. Dans ce test, l’ordre dans lequel l’individu répète les chiffres n’est pas important.
  - c.     Si un des deux tests ou que les deux tests sont échoués, cela veut dire que la personne présente des problèmes d’intégration binaurale. Donc, la personne aura de la difficulté à intégrer deux sons différents s’ils sont présentés simultanément aux deux oreilles[64]. Un exemple dans la vie de tous les jours serait si une personne devrait écouter 2 personnes qui parlent en même temps chacun dans une oreille respective. ex. : écouter quelqu’un parler au téléphone dans une oreille et quelqu’un qui parle dans l’autre oreille.

- 3.     Le Duration Pattern Test (DPT) et le Pitch Pattern Sequence Test (PPST) évaluent l’organisation séquentielle auditive.
  - a.     Le DPT consiste à faire une présentation de trois sons de durée différente. Les sons vont être soit de durée courte ou longue. Cependant, la présentation ne va jamais être une présentation de trois sons de la même durée. Donc la présentation pourrait être un son long, court, long mais ne sera jamais long, long, long ou court, court, court. L’individu doit identifier les trois présentations dans le bon ordre.
  - b.     Le PPST est similaire au DPT mais à la place d’avoir des sons de durée différente, les sons sont de fréquence différente. Donc des sons aigus ou graves. Trois sons de hauteur différente vont être présentés et l’individu doit les identifier et les répéter dans le bon ordre. Cependant, comme le DPT les trois sons présentés ne vont jamais être de la même hauteur (aigu, aigu, aigu ou grave, grave, grave).
  - c.     Un échec a un ou aux deux tests indique que l’organisation séquentielle auditive est touchée. Donc l’individu aura de la difficulté à maintenir dans l’ordre des éléments acoustiques d’une séquence entendue[65]. Ceci pourrait se traduire à une difficulté à rapporter les éléments d’une consigne dans l’ordre ou de reproduire une séquence sonore.

- 4.     Le SSI-ICM et le Test de mots dans le bruit (TMB) évaluent la séparation figure-fond.
  - a.    Le TMB consiste à présenter un enregistrement de mot et de bruit de fond simultanément. L’individu doit répéter les mots présentés en ignorant le bruit de fond qui est présenté. Le bruit et les mots sont présentés dans la même oreille. Le test est fait à un rapport de signal sur bruit de +5 dB. Donc le signal (les mots) est présenté à un niveau de 60dB et le bruit de fond est présenté à un niveau de 55dB.
  - b.     Le SSI-ICM est similaire mais à la place d’identifier des mots à travers un bruit de fond, l’individu doit identifier des phrases à travers un bruit de fond. L’individu n’est pas obligé de répéter tous les mots de la phrase mais doit en identifier au moins 2. Tout comme le TMB, le bruit de fond et les phrases sont présentés dans la même oreille.
  - c.     Un échec à un ou deux des tests indique une atteinte dans la capacité de séparation figure-fond. Donc la personne aura de la difficulté à sélectionner les figures saillantes parmi d’autres stimuli moins pertinents (fond), tous deux sollicitant un système sensoriel[66]. Ceci pourrait se traduire par une difficulté à identifier la parole dans le bruit. Par exemple, comprendre ce qu’une personne dit dans un restaurant bruyant.

- 5.     SSI-CCM évalue la séparation binaurale.
  - a.     SSI-CCM est similaire au SSI-ICM mais à la place d’envoyer le bruit de fond et la phrase dans la même oreille, le bruit de fond et la phrase est envoyé dans deux oreilles différentes.
  - b.     Un échec à ce test pourrait indiquer une difficulté à percevoir des stimuli présentés dans une oreille en ignorant des stimuli présentés dans l’oreille opposée[64]. Un exemple concret serait d’être capable de se concentrer à ce que quelqu’un nous raconte au téléphone dans une oreille et ignorer ce qu’on entends par notre autre oreille.

- 6.     Le Masking Level Difference (MLD) est un test qui évalue l’interaction binaurale.
  - a.     Le MLD consiste à présenter à l’individu un bruit de fond (un bruit blanc) et à présenter un son (un beep) simultanément. L’individu doit nous indiquer à chaque fois qu’il entend le son. Ce test est effectué dans trois conditions différentes afin de déterminer s’il y a une différence entre les trois conditions.
  - b.     Un échec à ce test nous indique que la façon que les deux oreilles travaillent ensemble est affectée[67]. Vu que l’interaction binaurale est le phénomène par lequel deux sons différents, présentés aux deux oreilles fusionnent pour donner une seule image, se situant quelque part dans la tête)[64].

### Spécificité de modalité et les controverses associées
La question de la spécificité des modalités a suscité un débat considérable entre les experts dans le domaine. Cacae et McFarland ont soutenu que le trouble de traitement auditif devrait être défini comme un dysfonctionnement perceptif spécifique à une modalité qui n’est pas dû à une perte auditive périphérique,. Ils critiquent les conceptualisations plus inclusives du trouble du traitement auditif comme manquant de spécificité diagnostique. Une exigence de spécificité de modalité pourrait potentiellement éviter d’inclure les enfants dont les mauvaises performances auditives sont dues à des facteurs généraux tels qu’une mauvaise attention ou une mauvaise mémoire.  Cependant, d’autres ont fait valoir qu’une approche spécifique à la modalité est trop étroite et qu’elle passerait à côté d’enfants qui ont de véritables problèmes de perception affectant à la fois le traitement visuel et auditif. Il est également peu pratique, car les audiologistes n’ont pas accès à des tests standardisés qui sont des analogues visuels des tests auditifs. Le débat sur cette question reste non résolue entre les chercheurs spécifiques à la modalité tels que Cacace et des associations telles que l’American Speech-Language-Hearing Association (entre autres). Cependant, il est clair qu’une approche spécifique à la modalité (unimodale) diagnostiquera moins d’enfants atteints de TTA que l’approche de modalité générale (supra modale), et que l’approche supra modale risque d’inclure les enfants qui échouent aux tests auditifs pour des raisons autres qu’un mauvais traitement auditif.
Une autre controverse concerne le fait que la plupart des tests traditionnels du TTA utilisent des matériaux verbaux. La British Society of Audiology a adopté la recommandation de Moore (2006) selon laquelle les tests de TTA devraient évaluer le traitement des sons non vocaux. La préoccupation est que si des matériaux verbaux sont utilisés pour évaluer le TTA, les enfants peuvent échouer en raison d’une capacité linguistique limitée. Une analogie peut être établie avec le fait d’essayer d’écouter des sons dans une langue étrangère. En effet, il est beaucoup plus difficile de distinguer les sons ou de se souvenir d’une séquence de mots dans une langue qu’on ne maitrise pas bien. Dans ce cas le problème n’est pas lié aux capacités auditives centrales, mais plutôt dû à un manque de connaissances langagières.
Depuis les dernières années, il y a eu des critiques supplémentaires de certains tests populaires pour le diagnostic du TTA. Il a été démontré que les tests utilisant un enregistrement en anglais américain surestiment et suridentifient le TTA chez les locuteurs d’autres formes d’anglais. Les performances d’une batterie de tests auditifs non verbaux conçus par l’Institute of Hearing Research du Medical Research Council se sont avérées fortement influencées par les exigences de tâches non sensorielles et les indices de TTA avaient une faible fiabilité lorsque cela était contrôlé,. Cette étude sous-estime la validité du TTA en tant qu’entité distincte à part entière et suggère que l’utilisation du terme «trouble» est lui-même injustifiée. Dans un examen récent de ces problèmes de diagnostic, il a été recommandé que les enfants suspectés de TTA reçoivent une évaluation psychométrique holistique comprenant la capacité intellectuelle générale la mémoire auditive, l’attention, le traitement phonologique, le langage et l’alphabétisation. Les auteurs déclarent qu’« une compréhension plus claire des contributions relatives des facteurs perceptuels et non sensoriels, unimodaux et supra modaux à la performance aux tests psychoacoustiques pourrait bien être la clé pour démêler la présentation clinique de ces individus ».
Dépendamment de la façon dont il est défini, le TTA peut partager des symptômes communes avec le TDA/TDAH, certains troubles du langage et le trouble du spectre de l’autisme. Une revue a montré des preuves substantielles du traitement atypique des informations auditives chez les enfants autistes. Dawes et Bishop ont noté que les spécialistes en audiologie et en orthophonie adoptaient souvent des approches différentes pour l’évaluation de l’enfant, et ils ont conclu leur examen comme suit : « Nous considérons qu’il est crucial que ces différents groupes professionnels travaillent ensemble pour effectuer l’évaluation, le traitement et la gestion des enfants et d’entreprendre des recherches interdisciplinaires ». Cependant, en pratique, cela semble plutôt rare.
Pour s’assurer que le TTA est correctement diagnostiqué, les examinateurs doivent différencier le TTA des autres troubles présentant des symptômes similaires. Les facteurs qui doivent être pris en compte lors du diagnostic sont : l’attention, la neuropathie auditive, la fatigue, l’ouïe et la sensibilité, l’âge intellectuel et développemental, les médicaments, la motivation, les habiletés motrices, la langue maternelle et l’expérience linguistique, les stratégies de réponse, le style de prise de décision et l’acuité visuelle.
Il est également important de noter que les enfants de moins de sept ans ne peuvent pas être évalués parce que leurs capacités langagières et leurs processus auditifs sont encore en développement.

### Caractéristiques
Le TTA peut se manifester par des problèmes de localisation des sons, des difficultés à percevoir les différences entre les sons de la parole et la segmentation des sons en mots, la confusion des sons similaires comme « hat» et «bat». Une autre difficulté pourrait être par rapport à la détection des écarts entre les mots, donc la personne affectée pourrait percevoir moins de mots comparativement à ce qui a été réellement prononcés, ceci donne l’impression que quelqu’un utilise des mots inconnus ou absurdes. De plus, il est fréquent que le TTA provoque des erreurs de la parole impliquant la distorsion et la substitution de sons consonantiques. Les personnes atteintes de TTA peuvent avoir des problèmes pour lier ce qui a été dit avec sa signification, malgré la reconnaissance évidente qu’un mot a été dit.
Le bruit de fond, comme le son d’une radio, d’une télévision ou d’un bar bruyant peut rendre difficile, voire impossible la compréhension de la parole, car les mots prononcés peuvent sembler déformés en mots non pertinent ou en mots qui n’existent pas. Cette capacité peut varier selon la gravité du TTA. L’utilisation d’un téléphone peut être problématique pour une personne souffrant de troubles du traitement auditif peut aussi s’avérer plus difficile en raison d’un son de mauvaise qualité, d’un signal médiocre, de sons intermittents et du «hachage» des mots. De nombreuses personnes atteintes de troubles du traitement auditif développement inconsciemment des stratégies d’adaptation visuelles, telles que la lecture labiale, la lecture du langage corporel (le non-verbal) et le contact visuel, pour compenser leur déficit auditif et ces stratégies d’adaptation ne sont pas disponibles lorsqu’elles utilisent un téléphone.

### Signes et symptômes
Plusieurs personnes peuvent avoir des difficultés d’apprentissage et dans leurs tâches quotidiennes. Les difficultés peuvent varier selon les capacités auditives touchées et la sévérité du TTA. Les symptômes peuvent inclure, mais ne sont pas limités à : 
- difficultés de compréhension en présence de bruit de fond ou dans un milieu où il y a de la réverbération
- demandes fréquentes de répétition ou de reformulation
- difficultés à localiser la source d’un bruit
- difficultés à comprendre au téléphone
- difficultés académiques, incluant la lecture, l'épellation et/ou des troubles d’apprentissage
- difficultés dans l’apprentissage d’une langue seconde ou de nouveau matériel linguistique, particulièrement lorsqu’il s'agit d’un langage plus technique
- difficultés à maintenir son attention
- tendance à être facilement distrait
- difficultés à suivre une conversation, surtout si les échanges sont rapides
- difficultés à suivre des consignes
- difficultés ou incapacité à détecter des changements subtils dans la prosodie (par exemple dans l’humour ou le sarcasme)
- pauvres habiletés musicales ou au chant et/ou faible appréciation de la musique
- donne des réponses inappropriées ou inconsistantes

### Relation avec le trouble du déficit de l’attention avec ou sans hyperactivité
Il a été découvert que le TTA et le TDAH présentent des symptômes communs. Ci-dessous sont classés en ordre certains des symptômes comportementaux les plus fréquemment observés dans chacun des troubles. Ce tableau montre qu’à cause de la similarité des symptômes, il est facile de confondre bon nombre d’entre eux.
| TDAH                           | TTA                                                        |
| ------------------------------ | ---------------------------------------------------------- |
| 1. Inattentif·ve               | 1. Difficultés à entendre en présence de bruit de fond     |
| 2. Distrait·e                  | 2. Difficultés à suivre des instructions données oralement |
| 3. Hyperactif·e                | 3. Faibles capacités d’écoute                              |
| 4. Agité·e                     | 4. Difficultés académiques                                 |
| 5. Impatient·e ou impulsif·ive | 5. Faibles capacités d’association auditive                |
| 6. Interrompt ou s’immisce     | 6. Distrait·e                                              |
|                                | 7. Inattentif·ive                                          |

D’ailleurs, lorsque les critères de diagnostic du TTA et du TDAH sont appliqués, ces deux troubles coexistent fréquemment. Les raisons de ce chevauchement ne font toujours pas l’objet d’un consensus, les théories étant multiples (diagnostic erroné, comorbidité, rôle causal du TTA dans le TDAH, etc.). Cacace et McFarland (2006)  avancent l’idée que ce problème pourrait être résolu par des études conçues pour évaluer la spécificité de la modalité des effets. La théorie étant que lorsque l’on est qu’en présence d’un TTA, la modalité auditive étant la seule affectée, seuls les tests auditifs seraient touchés. D’un autre côté, si l’on est en présence d’un TDAH, plus d’une modalité serait touchée (auditive, visuelle, tactile).

### Relation avec le trouble développemental du langage et la dyslexie
Il y a eu un débat considérable avec la relation entre le TTA et le trouble développemental du langage (TDL).
Le TDL peut être diagnostiqué lorsqu’un enfant éprouve des difficultés importantes dans le développement, l’apprentissage et la maîtrise du langage, les difficultés pouvant affecter tant la compréhension que l’expression. Les enfants avec TDL peuvent avoir des atteintes dans une ou plusieurs des sphères du langage (phonologie/production des sons, morphosyntaxe, sémantique/vocabulaire et pragmatique/discours). Ce trouble neurodéveloppemental est présent dès la naissance et ne peut être associé à une cause biomédicale comme une surdité. Cependant, lorsqu’un enfant a à la fois des problèmes auditifs et linguistiques, il peut être difficile de déterminer la causalité en jeu.
Du côté de la dyslexie, les chercheurs continuent d'explorer l'hypothèse selon laquelle les problèmes de lecture apparaissent comme une conséquence des difficultés de traitement auditif. Encore une fois, la cause et l'effet peuvent être difficiles à démêler. C'est l'une des raisons pour lesquelles certains experts ont recommandé d'utiliser des tests auditifs non verbaux pour diagnostiquer le TTA.
Le TTA peut être évalué en utilisant des tests qui impliquent l’identification, la répétition et la discrimination de la parole. Ainsi, un enfant ayant un trouble du langage plutôt qu’un TTA pourrait obtenir de moins bonnes performances. Une étude comparant des enfants avec un diagnostic de dyslexie et d’autres ayant un diagnostic de TTA a trouvé que les deux groupes ne pouvaient pas être distingués,,. D’autres résultats analogues ont été observés dans des études comparant des enfants ayant un TTA ou un trouble de langage, les deux groupes présentant des caractéristiques diagnostiques similaires,. Ainsi, le diagnostic qu’un enfant reçoit pourrait dépendre du spécialiste consulté : un même enfant qui pourrait être diagnostiqué avec un TTA par un audiologiste pourrait plutôt recevoir un diagnostic de TDL ou de dyslexie par un orthophoniste. C’est pourquoi certaines précautions sont prises lors d’un diagnostic de TTA notamment quant aux types de tests utilisés.

## Prise en charge
Les options de traitement s’offrant aux patients diagnostiqués du trouble de traitement auditif sont présentement limitées à la gestion des symptômes connexes pouvant avoir un impact sur le traitement auditif . Il est toutefois possible de limiter l'impact négatif du TTA au moyen d'une intervention rapide et individualisée. Voici quelques exemples des options de traitement: 

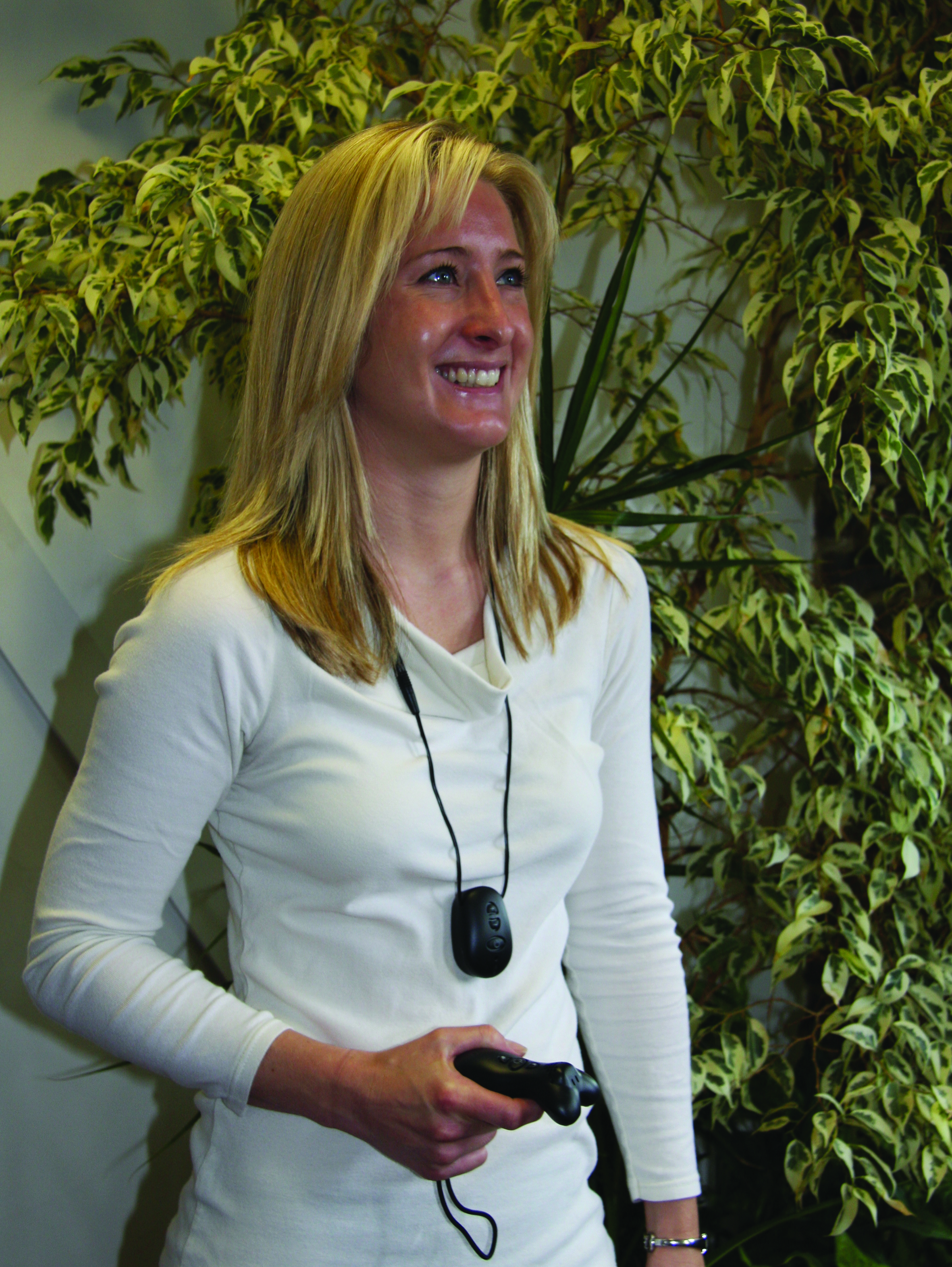
Microphone déporté porté au cou (Système personnel de communication à transmission du signal sonore sans fil)

- Microphone déporté porté au cou (Système personnel de communication à transmission du signal sonore sans fil)Appareils auditifs : Les appareils auditifs sont une des options de traitement pour le TTA. Ils peuvent aider à améliorer la compréhension de la parole en amplifiant les sons et en les dirigeant directement dans l'oreille. De plus, il est possible d'utiliser l'appareil auditif avec ou sans amplification en combinaison avec un système personnel de communication à transmission du signal sonore sans fil qui transfert la parole directement à l'oreille afin d’améliorer la compréhension de la parole dans des environnements plus difficiles[93]. L'appareillage auditif peut être adapté aux besoins individuels de chaque patient, en fonction de la gravité de leur TTA, de la présence ou non d'une surdité et de leur style de vie. L'utilisation d'un appareil auditif peut significativement améliorer la qualité de vie des personnes souffrant de TTA en permettant entre autres de mieux entendre les conversations, la télévision et la musique, ce qui peut contribuer à maintenir les relations sociales et à prévenir la solitude. De plus, l'utilisation d'un appareil auditif peut aider les personnes souffrant de TTA à mieux suivre les instructions et à améliorer leur sécurité dans les environnements bruyants en augmentant le ratio signal/bruit. Plus particulièrement pour les enfants d’âge scolaire,  une étude de S. Purdy & W. Keith (2014)[94] rapportait des améliorations dans la compréhension de l'enseignant, l'attention, le comportement, le suivi des instructions, la participation aux discussions en classe, la contribution aux travaux en groupe, l’attention au multimédia, la volonté de répondre aux questions, la réponse aux questions de manière appropriée et pertinente, les dictées, le rythme d'apprentissage et les résultats scolaires. Il est important de noter que l'utilisation d'un appareil auditif n'est pas une solution permanente pour le TTA. Les appareils auditifs peuvent aider à améliorer l'audition, mais ils ne peuvent pas guérir le TTA. Il est important de consulter un professionnel de la santé pour évaluer les besoins en matière d'appareillage auditif et de planifier un suivi régulier pour s'assurer de la qualité de l'audition.
- Thérapie de réadaptation auditive: La thérapie de réadaptation auditive peut aider à renforcer les capacités auditives restantes d'une personne atteinte de TTA. Elle peut inclure des exercices d'écoute, des techniques de mémorisation et d'autres stratégies pour aider à mieux comprendre la parole dans des environnements bruyants ou complexes. À titre d'exemple, le programme Chasse & Pêche[95] aide la clientèle pédiatrique à devenir plus autonome dans la communication. Wright & Zhang (2009)[96] font d’ailleurs état de l’importance des thérapies sur plusieurs sessions, permettant un entraînement plus spécifique. Durant une thérapie de réadaptation auditive, il est attendu qu'il y ait un transfert direct entre les compétences travaillées et les performances auditives dans des tâches connexes. Chez les enfants, ces thérapies sont souvent présentées sous forme de jeux, au moyen desquels on cherche à améliorer les performances d'écoute dans le bruit[97]. Finalement, l'attention auditive demeure un élément clé à travailler durant ces interventions.
- Stimulation cérébrale non invasive: La stimulation cérébrale non invasive, comme la stimulation magnétique transcrânienne (TMS) ou la stimulation électrique transcrânienne (TES), pourrait possiblement aider à améliorer la compréhension de la parole chez les personnes atteintes de TTA en stimulant les régions du cerveau impliquées dans la perception auditive (Andrea L. et al., 2011)[98]. Plusieurs études et essais cliniques sont actuellement en cours et pourraient donner accès à ces soins dans les prochaines années (Heimrath K. 2016)[99].
- Médicaments: Certains médicaments peuvent aider à traiter les symptômes du TTA en réduisant les effets additifs de certaines comorbidités. Il est toutefois important de consulter un médecin avant de prendre tout médicament pour le TTA. Les médicaments peuvent causer des effets secondaires et peuvent interagir avec d'autres médicaments. Le médecin peut évaluer les besoins individuels et recommander un traitement adapté.
- Thérapie cognitive et comportementale : La thérapie cognitive et comportementale peut aider les personnes atteintes de TTA à gérer le stress et l'anxiété liés à leur condition, ce qui peut en retour améliorer leur capacité à comprendre la parole[100].

Outre ces interventions, il demeure primordial d'agir sur l'environnement de travail dans le but de limiter le bruit ambiant. À titre d'exemple, il est possible de limiter la réverbération des locaux utilisés, insonoriser les pièces ainsi qu'agir directement à la source du bruit. Ces interventions augmenteront entre autres l'efficacité de l'utilisation du système personnel de communication à transmission du signal sonore sans fil. Au besoin, des ergothérapeutes devraient être consultés afin d'adapter l'environnement des personnes ayant un TTA.
Il est important de noter que le trouble de traitement auditif peut être un problème complexe et qu'il peut être nécessaire de combiner plusieurs de ces traitements pour obtenir les meilleurs résultats. De plus, les traitements peuvent varier en fonction de la cause sous-jacente du TTA et de la gravité des symptômes.